# Ven conmigo
 (mars 2018).
Si vous disposez d'ouvrages ou d'articles de référence ou si vous connaissez des sites web de qualité traitant du thème abordé ici, merci de compléter l'article en donnant les références utiles à sa vérifiabilité et en les liant à la section « Notes et références ».
Ven Conmigo (en anglais : Come With Me) est le premier single officiel du chanteur de reggaeton portoricain Daddy Yankee avec le chanteur de bachata Prince Royce. Il est extrait du sixième album studio de Daddy Yankee, Prestige (2012). Le single a été lancé en radio le 12 avril 2011 et numériquement le 19 avril 2011. La chanson a été produite par Musicologo et Menes. Une version anglaise avec Daddy Yankee, Prince Royce, la chanteuse R & B / Latino Elijah King et l'ancienne chanteuse de 3LW et Cheetah Girl Adrienne Bailon est sortie. Ce single a reçu le prix de « Chanson urbaine de l'année » aux ASCAP Latin Music Awards de 2012 (prix annuel décerné par l'American Society of Composers, Authors and Publishers).

## Liste des titres
- Ven Conmigo (feat. Prince Royce) – 3:39
- Ven Conmigo Dance Remix (feat. Prince Royce) – 3:47
- Come With Me (feat. Adrienne Bailon, Prince Royce, Elijah King) – 3:37

## Clip vidéo
Le clip de Ven Conmigo est sorti le 3 juin 2011. Il a obtenu plus de 110 millions de vues sur YouTube.

## Artistes et staff
- Daddy Yankee : Chant - Auteur - Compositeur
- Prince Royce : Chant - Auteur - Compositeur
- Los De La Nazza : Production
- Melvin Garcia : Trompette

## Classement par pays
| Classement (2011)                               | Meilleure position |
| ----------------------------------------------- | ------------------ |
| Mexican Airplay Chart (Billboard International) | 23                 |
| US Hot Latin Songs (Billboard)                  | 9                  |
| US Tropical Airplay (Billboard)                 | 2                  |
| US Latin Rhythm Airplay (Billboard)             | 2                  |
| US Latin Rhythm Airplay (Billboard)             | 2                  |
| Venezuela Top Latino (Record Report)            | 19                 |